# Sherzod Karimov
Sherzod Karimov (tiếng Uzbek: Шерзод Каримов, sinh ngày 26 tháng 1 năm 1989) là một cầu thủ bóng đá người Uzbekistan hiện tại  thi đấu cho Pakhtakor ở vị trí tiền vệ.

## Sự nghiệp
Karimov thi đấu cho Shaykhontohur Toshkent, Qizilqum Zarafshon và hiện tại là  Pakhtako], anh ghi một bàn thắng quan trọng tại vòng bảng Giải vô địch bóng đá các câu lạc bộ châu Á 2011 trước Al-Nassr của Ả Rập Xê Út. Trận đấu kết thúc với tỉ số 2-2.
Anh chuyển đến đội bóng tại Giải bóng đá ngoại hạng Trung Quốc Qingdao Jonoon với hợp đồng cho mượn 1 năm vào ngày 28 tháng 2 năm 2013. Tuy nhiên, anh không thể thể hiện trong đội bóng và chỉ thi đấu 6 trận (tổng cộng 146 phút, tất cả đều vào sân từ ghế dự bị) cho Qingdao. Ngày 22 tháng 5 năm 2013, anh ghi một bàn thắng ở vòng 3 của Cúp FA Trung Quốc 2013 khi Qingdao Jonoon đánh bại đội bóng hạng hai Harbin Yiteng 5-2. Anh trở lại Pakhtakor Tashkent vào tháng 6 năm 2013.

## Sự nghiệp quốc tế
Karimov đại diện cho Uzbekistan ở bốn cấp độ khác nhau, U-19, U-20, U-23 và đội tuyển quốc gia.

## Danh hiệu

### Câu lạc bộ
Pakhtakor
- Giải bóng đá vô địch quốc gia Uzbekistan: 2012, 2014
- Á quân Giải bóng đá vô địch quốc gia Uzbekistan: 2009, 2010
- Cúp bóng đá Uzbekistan: 2009, 2011